# Phyllachora mauriae
Phyllachora mauriae är en svampart som beskrevs av Syd. 1925. Phyllachora mauriae ingår i släktet Phyllachora och familjen Phyllachoraceae.   Inga underarter finns listade i Catalogue of Life.